# Bastide de la Guillermy
La Bastide de la Guillermy est un bâtiment datant du XVIIe siècle situé dans le quartier des Aygalades dans le 15e arrondissement de Marseille.

## Origine du nom
Elle doit son nom à la famille Guillermy qui achète la terrain au poète Jean de La Ceppède pour y faire construire une demeure familiale.

## Histoire
En 1689, la famille de Guillermy a acquis les terres (qui avaient appartenu au poète Jean de La Ceppède au XVIe siècle) et a construit la bastide peu de temps après. C'est l'un des plus anciens bâtiments de Marseille. La bastide a ensuite été achetée par la famille Savin.
Au XIXe siècle, la propriété appartient au député Jean-Honoré Salavy (1749-1823), négociant et armateur marseillais, marié avec Emma de Magneval puis, par succession au baron Fernand de Fonscolombe (qui y voit le jour en 1841), doyen du service d'honneur de Mgr le duc d'Orléans, marié avec une fille du banquier Albert Pascal.
La bâtisse héberge des hôtes de marques au travers des siècles et notamment tout au long du XIXe siècle. Parmi eux, Paul Barras exilé par Napoléon Ier, le préfet Antoine Claire Thibaudeau avant son exil en 1813 ou encore la Princesse de France, de Grèce et de Danemark Françoise d'Orléans en 1890.
En 1941, la bastide était la propriété de M. Rousset, qui la louait à la police. Pendant ce temps, les envahisseurs nazis commençaient la construction de l'Autoroute A7[réf. nécessaire] près de la bastide.
La bastide a été acquise par l'État français en 1957. À la suite du départ de la gendarmerie en 2004, la bastide, inhabitée, est vandalisée. Elle est rachetée en 2019 par un agent immobilier qui entreprend de la restaurer.